# George Papanicolaou (Mathematiker)
George C. Papanicolaou (* 23. Januar 1943 in Athen) ist ein griechisch-US-amerikanischer angewandter Mathematiker.

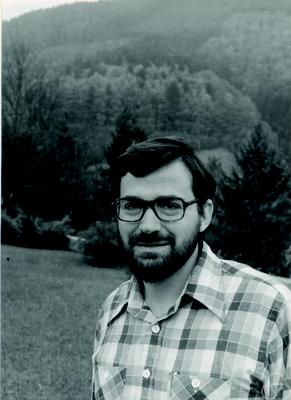
George Papanicolaou

## Leben
Papanicolaou studierte am Union College in Schenectady (Bachelor-Abschluss) und an der New York University, wo er 1967 seinen Master-Abschluss machte und 1969 am Courant Institute of Mathematical Sciences of New York University promovierte. Danach war er dort Assistant Professor, ab 1973 Associate Professor und ab 1976 Professor. Gleichzeitig war er dort Direktor der Abteilung Wellenausbreitung und Angewandte Mathematik. Ab 1993 war er Professor an der Stanford University, seit 1997 als Robert Grimmett Professor of Mathematics. Er war unter anderem Gastwissenschaftler bei Exxon, dem INRIA in Rocquencourt, am Caltech (2003/2004), am Institute for Advanced Study (1990, 1992), an der Universität Paris Dauphine und am Institute for Advanced Study in Hongkong.
Papanicolaou befasste sich mit Wellenausbreitung in inhomogenen und ungeordneten Medien, zum Beispiel in Geophysik (zum Beispiel Transport und Wellenausbreitung in porösen Medien wie bei Problemen der Erdölprospektion und -gewinnung), Ausbreitung von Schall unter Wasser und von elektromagnetischen Wellen in der Atmosphäre (unter anderem drahtlose Kommunikationsnetzwerke), Tomographie. Neben dem direkten Problem der Wellenausbreitung und der Diffusion untersuchte er auch das inverse Problem. Er befasste sich auch mit nichtlinearen Wellen wie der nichtlinearen Schrödingergleichung und Turbulenz (turbulente Diffusion). Daneben befasst er sich auch mit Finanzmathematik und Stochastik (stochastische Differentialgleichungen, teilweise in Zusammenarbeit mit Daniel Stroock, Harry Kesten und S. R. S. Varadhan).
Er war Sloan Research Fellow (1974/1975) und Guggenheim Fellow (1983/1984). Er ist Ehrendoktor der Universität Athen (1987). 1986 war er Invited Speaker auf dem ICM in Berkeley (Wave propagation and heat production in random media) und 1998 hielt er einen Plenarvortrag auf dem ICM in Berlin (Mathematical problems in geophysical wave propagation). Er ist Mitglied der American Academy of Arts and Sciences und der National Academy of Sciences (2000). Er ist Fellow des SIAM und erhielt 2006 deren von Neumann Preis. Er ist Fellow der American Mathematical Society.
Papanicolaou ist US-Staatsbürger. Er ist verheiratet und hat drei Kinder.

## Schriften
- mit Ludwig Arnold, Volker Wihstutz: Asymptotic analysis of the Lyapunov exponent and rotation number of the random oscillator and applications. Universität Bremen, 1985.
- (Hrsg.): Random media. Springer, Berlin u. a. 1987, ISBN 3-540-96524-6.
- (Hrsg.): Hydrodynamic behavior and interacting particle systems. Springer, Berlin u. a. 1987, ISBN 3-540-96584-X.
- (Hrsg.): Wave propagation in complex media. Springer, Berlin u. a. 1998, ISBN 0-387-98309-0.
- mit Steffen Heinze, A. Stevens: Variational principles for propagation speeds in inhomogeneous media. Max-Planck-Institut für Mathematik in den Naturwissenschaften Leipzig, 1999.